# Piccola peste torna a far danni
Piccola peste torna a far danni (Problem Child 2) è un film del 1991 diretto da Brian Levant, sequel di Piccola peste (1990).

## Trama
In seguito alla separazione dalla moglie, il neo-scapolo Ben Healy si trasferisce assieme al pestifero figlio Junior in una tranquilla cittadina di nome Mortville per ricominciare una nuova vita sperando in un addolcimento del terribile carattere del bambino. Junior in quel periodo è riuscito a imparare ad essere meno distruttivo mantenendo un certo autocontrollo limitandosi a fare scherzi innocui. La cittadina è nota sia per la conservazione della "Roccia dell'Amore" sia perché è chiamata la città delle divorziate: infatti vi confluisce gran parte delle divorziate americane. Le donne divorziate del quartiere ambiscono a Healy, il quale si mostra sorpreso nel vederle in fila a decine dietro la porta di casa con in mano un dolce di benvenuto. Il nuovo vicino dopo aver dato il benvenuto ai due nuovi arrivati lì invita a fare un barbecue con lui e la sua famiglia. Junior viene per l'ennesima volta sbeffeggiato per colpa delle figlie dell'uomo e quindi chiede al padre di andare via dopo essersi lamentato del pessimo comportamento delle due gemelle ma il padre delle bambine invece di rimproverare le figlie sbeffeggia ulteriormente il bambino con commenti indesiderati. Junior che fino a quel momento aveva tenuto soppresso il suo lato distruttivo lo fa riemergere e si vendica del vicino facendogli esplodere il barbecue coinvolgendo l'uomo nell'esplosione che lo scaraventa in una piscina gonfiabile con grande soddisfazione di Junior stesso.
Ma Junior è geloso e più che mai contrariato circa l'intrusione di qualsiasi donna nel suo rapporto col padre, e senza esitazioni le allontana tutte quante. Tra le pretendenti di Ben c'è però una donna molto potente e ricca: Lawanda Dumore, che oltre ad essere il sindaco della città è anche proprietaria della banca. Ella crede che il potere dei soldi e qualche moina saranno utili per accalappiare Ben, ma non sa ancora che prima dovrà avere a che fare con Junior.
Il ragazzino nel frattempo inizia a frequentare la nuova scuola, ma qui si ripresenta l'ex direttore dell'orfanotrofio dal quale era stato prelevato in principio, stavolta in veste di preside delle elementari di Mortville. Conoscendo i precedenti di Junior, questi lo promuove subito all'ultimo anno per toglierselo subito dai piedi. In una classe di ragazzi più grandi Junior si sente un po' a disagio, specie dopo essersi inimicato l'ormai veterano Murph, un ragazzo bullo di diciotto anni ripetutamente bocciato. Junior tuttavia con la sua astuzia mette fuori combattimento il bullo appiccicandolo alla lavagna con un grosso quantitativo di scotch.
Contro Junior si è anche schierata la piccola Trixie Young, la figlia dell'infermiera della scuola, Annie. Junior scopre così di non essere l'unico ad avere comportamenti incontrollabili, inoltre la bambina si mostra addirittura peggio di lui. Dopo essersi inflitti vicendevolmente dispetti e monellerie, i due si accorgono che tra Annie e Ben sta nascendo un amore, questo li porta a riappacificarsi e unirsi.
Nel frattempo però Ben è già impegnato con Lawanda, la quale ha in mente di spedire Junior in collegio a Baghdad. Trixie e Junior vanno così a pregare alla Roccia dell'Amore sperando che i genitori si dichiarino. Effettivamente così accade: i due escono di casa perché si accorgono che i figli sono spariti, e li ritrovano addormentati su una panchina. Ben ormai è innamorato di Annie, specie dopo essersi accorto della squallida superficialità di Lawanda. Alla fine, dopo che i due monelli riescono a sabotare il matrimonio, i due si fidanzano.

## Personaggi
- Junior: protagonista del precedente film, lo ritroviamo cresciuto, ma ancora estremamente pestifero. In questo secondo episodio non vede di buon occhio il desiderio di Ben di trovare una nuova moglie, e quindi manda sistematicamente a monte ogni appuntamento che il padre riesce ad organizzare con le molte pretendenti a lui interessate. Non appena arrivato a Mortville, diviene nemico della piccola ed altrettanto pestifera Trixie Young, e sarà particolarmente inviso da Lawanda Dumore, che lo vede come un ostacolo al suo progetto di sposare Ben. Stringe in seguito amicizia con Trixie e, riuscirà, con la sua complicità, a far sbocciare l'amore tra suo padre e la madre di Trixie, l'infermiera Annie Young.
- Ben Healy: dopo aver divorziato dall'odiosa moglie Flo, Ben si trasferisce con Junior a Mortville, dove diviene mira delle numerosissime divorziate che abitano la città. Desideroso di allargare la sua famiglia con una figura materna per Junior, accetta la corte di alcune donne, tutte respinte da Junior, e si ritrova ovviamente coinvolto nei terribili "disastri" combinati da Junior. Si fidanza con la ricca e perfida Lawanda e, contemporaneamente scopre di provare qualcosa per la dolce Annie, della quale si scoprirà innamorato, e che alla fine sceglierà come donna della propria vita.
- Trixie Young: figlia di Annie e coetanea di Junior, è forse più pestifera di lui ed altrettanto astuta ed intelligente. Inizialmente è sua nemica-rivale a causa di uno scherzo subito da lui, ed entrambi si fanno guerra a suon di dispetti, ma in seguito metteranno da parte ogni rivalità e diverranno amici. Come Junior, anche lei mal sopporta l'idea che Annie si fidanzi con qualcuno, e manda sempre a monte tutti gli appuntamenti della madre, che ritiene di dover proteggere, ma scopre di provare simpatia per Ben, e decide di aiutare Junior a far innamorare e fidanzare i rispettivi genitori.
- Annie Young: dolce, comprensiva e sensibile infermiera della scuola di Mortville, divorziata e madre della terribile Trixie, vive nell'incubo delle azioni pestifere della figlia e del suo netto rifiuto ad avere una figura paterna. Per questo motivo respinge i molti inviti di Ben, nonostante un chiaro interesse nei suoi confronti. Alla fine del film, dopo essere accorsa al matrimonio di Ben e Lawanda - sabotato dalla figlia e da Junior - cede finalmente al sentimento per Ben e alla sua dichiarazione d'amore, e si fidanza con lui.
- Lawanda Dumore: l'antagonista principale del film. Sindaco della città, è una donna ricca e potente, ma anche estremamente perfida, avida, meschina, egoista e arrogante. Ha un odio viscerale per i bambini, ed è stata sposata ben sei volte, tuttavia si dichiara in cerca di un uomo che non voglia stare con lei solo per il suo patrimonio. Si invaghisce di Ben e, con la complicità di Big Ben, comincia a fargli una corte spietata, riuscendo a strappargli una promessa di matrimonio. Verrà ovviamente ostacolata da Junior, che capisce subito che genere di donna è, e cerca di allontanarla dal padre facendole pesanti scherzi (come riempiendole di scarafaggi le pietanze che la donna ha cucinato per una cena o manomettendo i suoi esami del sangue facendo credere che abbia contratto l'idrofobia), e giura di farlo rinchiudere in collegio una volta sposato suo padre. Grazie all'alleanza di Junior e Trixie, il suo matrimonio con Ben verrà annullato, e verrà umiliata davanti a tutti gli invitati. Alla fine del film si sposa con Big Ben.
- Murph: bullo della scuola nonché studente più anziano della sua classe a causa delle troppe bocciature, è un ragazzo corpulento, estremamente ignorante e poco incline allo studio. Prende subito in antipatia Junior, e ne diviene nemico pressoché immediatamente, rimanendo ovviamente vittima dei suoi scherzi (come quello della manomissione del Crazy Dance al Luna Park di Mortville - cui rimane coinvolta anche Trixie - che causerà una tremenda serie di violenti attacchi di vomito ai passanti e alle persone sulla giostra).
- Big Ben Healy: pur conservando il suo carattere cinico e avido, in questo film il viscido nonno adottivo di Junior si scopre ridotto sul lastrico e perseguitato dai creditori a causa del fallimento della sua società, il che lo porta a rifugiarsi a casa del figlio il tempo necessario per trovare una soluzione. Dopo aver conosciuto Lawanda, cerca in tutti i modi di combinare un matrimonio tra lei e il figlio, allo scopo di ottenere un aiuto economico per risolvere la sua situazione. Sarà proprio lui, dopo che il figlio si fidanza con Annie, a sposare Lawanda. In questo film è accompagnato da un bisbetico cagnolino di nome Nippy.
- Igor Peabody: dopo aver lasciato la direzione dell'orfanotrofio di Cold River, il perfido Peabody diviene preside della scuola di Mortville, professione della quale si dichiara molto soddisfatto, odiando i bambini e potendo quindi usare la sua autorità per tiranneggiarli. Rimane letteralmente sconvolto nel ritrovarsi di nuovo Junior tra i piedi, e decide di promuoverlo alla sesta classe, sperando in questo modo di liberarsi di lui una volta per tutte. Lo ritroviamo più tardi nello stesso ristorante in cui vanno a cenare Ben e Annie con i rispettivi figli e, dopo essere stato provocato da Junior e Trixie, li aggredisce lanciando loro addosso del cibo.
- Smith: assistente tuttofare di Lawanda, è molto servile, ma non sempre sembra appoggiare le iniziative del suo capo (come il suo desiderio di corteggiare Ben nonostante la "minaccia" di Junior).
- Aaron Burger: vicino di casa di Ben, è piuttosto spaccone, e si dichiara molto felice di avere un vicino di casa "uomo" (a causa dell'eccessiva preponderanza di vicine di casa divorziate). Anche lui, dopo aver deriso Junior, non sfuggirà ai suoi scherzi. È padre delle gemelline Dolly e Madison.
- Dolly e Madison Burger: perfide gemelline figlie di Aaron, nonostante la giovane età sono molto attaccate al denaro, e cercano sempre di avviare delle piccole "attività commerciali", come vendita di limonata (poi sabotata da Junior che, indispettito per non aver ricevuto un bicchiere di limonata, si vendica offrendosi di riempire la brocca, e riempiendola in realtà di urina) e di abiti usati (in realtà il costoso guardaroba di Big Ben, da loro comprato da Junior per pochi dollari).
- Rhoda: baby sitter di Junior, si presenta come una ragazza gentile ed amichevole, ma si rivela in realtà antipatica, irresponsabile e maleducata. Viene umiliata assieme al suo fidanzato da Junior, che li filma di nascosto mentre hanno un rapporto sessuale e fa vedere il filmato a tutti i vicini.
- Debbie Clawkinski: una delle tante pretendenti di Ben, è l'ex moglie del gelosissimo Voytek. Durante una cena in un ristorante di lusso, assiste ad una rissa tra Ben e l'ex marito e, dopo aver visto quest'ultimo picchiato pesantemente da Ben, si infuria colpendo Ben con un pugno in faccia e rimettendosi con il suo ex.
- Voytek Clawkinski: ex marito di Debbie, viene lasciato da lei a causa della sua eccessiva gelosia e ridotto sul lastrico. A causa di una soffiata di Junior, che lo avverte che la moglie è uscita con Ben, in preda alla gelosia si reca al locale dove i due stanno cenando e aggredisce Ben, con il solo risultato di essere facilmente messo k.o. Alla fine si rimette insieme a Debbie.
- Nippy: il cane di Big Ben, è un Jack Russell Terrier dal pessimo carattere. Junior lo ipnotizza cercando di metterlo contro Lawanda, ma finisce in uno stato catatonico, dal quale si risveglia dopo aver sentito l'odore di una note marca di cibo per cani, che gli causa pesanti effetti lassativi.
- Signor Thorn: uno degli insegnanti della classe di Junior nella scuola elementare di Mortville. Alto di statura e calvo, rimane colpito dall'intelligenza di Junior, sebbene fosse stato inizialmente scettico sulla sua ammissione in sesta classe. Alla fine, vittima per errore di uno scherzo di Trixie (la bambina voleva spaventare Junior con un candelotto di dinamite e lui lo buttò nel gabinetto per evitare l'esplosione), è costretto ad indossare un enorme pannolone dopo che il water di uno dei bagni della scuola su cui si era seduto è esploso.

## Riconoscimenti
- 1992 - Young Artist Awards
  - Nomination Miglior attrice giovane a Ivyann Schwan
- 1994 - Young Artist Awards
  - Nomination Miglior attrice 10 anni o meno a Ivyann Schwan
  - Nomination Miglior attore giovane a Michael Oliver

## Produzione
Le riprese del film si svolsero ad Orlando dal 16 gennaio 1991 al 15 marzo 1991.

## Sequel
Il suo ultimo sequel è Piccola peste s'innamora (1995).